# 에베레스트 (2015년 영화)
《에베레스트》(영어: Everest)는 2015년 공개된 영국-미국 합작의 전기 모험 영화이며 발타사르 코르마퀴르 감독과 공동 제작, 팀 베번, 에릭 펠너, 니키 켄티시 반스, 타일러 톰프슨, 브라이언 올리버등이 공동 제작, 벡 웨더스의 회고록 《Left For Dead: My Journey Home from Everest》를 각색하여 윌리엄 니컬슨과 사이먼 뷰포이가 각본을 맡았다. 제이슨 클라크, 조시 브롤린, 존 호크스, 마이클 켈리, 로빈 라이트, 샘 워딩턴, 키이라 나이틀리, 에밀리 왓슨, 제이크 질런홀 등이 출연했다. 1996년 에베레스트 산 사고를 배경으로 하며, 롭 홀 (클라크)과 스콧 피셔 (질런홀)이 이끄는 두 산악 원정대의 생존 투쟁에 초점을 담고 있다.
2015년 9월 2일 제72회 베네치아 국제 영화제에서 첫 상영되었으며, 2015년 9월 18일 극장 개봉하였다. 제작비 5500만 대비 월드와이드 수익 2억 300만 달러의 수익을 거두며 상업적 성공을 거뒀고, 비평가들로부터 긍정적인 평가를 받았다.

## 출연
- 제이슨 클라크 - 롭 홀 역
- 제이크 질런홀 - 스콧 피셔 역
- 조시 브롤린 - 벡 웨더스 역
- 존 호크스 - 더그 핸슨 역
- 샘 워딩턴 - 가이 코터 역
- 로빈 라이트 - 피치 역
- 마이클 켈리 - 존 크라카우어 역
- 키이라 나이틀리 - 잰 아널드 역
- 에밀리 왓슨 - 헬렌 윌턴 역
- 톰 라이트 - 마이클 그룸 역
- 마틴 헨더슨 - 앤디 해리스 역
- 엘리자베스 데비키 - 캐럴라인 매켄지 역
- 모리 나오코 - 난바 야스코 역
- 클라이브 스탠든 - 에드 비즈터스 역
- 버네사 커비 - 샌디 힐 역
- 톰 굿먼힐 - 닐 비들먼 역
- 잉그바 에거트 시거드슨 - 아나톨리 보크리브 역

## 같이 보기
- 에베레스트산에서 죽은 사람의 목록
- 생존 영화